# Rozrazil časný
Rozrazil časný (Veronica praecox) je modře kvetoucí druh útlé, teplomilné rostlinky z rodu rozrazil objevující se jen řídce v naší přírodě.

## Rozšíření
Vyskytuje se ostrůvkovitě hlavně na západě, jihu a ve středu Evropy, dále na Britských ostrovech, na jihu Skandinávie, na Ukrajině, v Moldavsku, Rusku a také na Kavkaze. Je rozšířen i v severozápadní Africe v oblastech okolo Středozemního moře.
Je to teplomilný a málo konkurence schopný druh, obývá vysýchavé vápnité xerotermní stráně s nezapojenou vegetací, skalnaté stepi, náspy, meze i obdělávaná pole. Je hodnocen jako celkem málo škodlivý efemérní plevel, navíc se většinou nevyskytuje pospolitě. V České republice vyrůstá roztroušeně v teplejších oblastech Středních Čech, Českého středohoří, na jižní a severovýchodní Moravě.

## Popis
Drobná chlupatě žláznatá jednoletá rostlina. Její zelená, oblá lodyha, v dolní části často nafialovělá, je buď přímá nebo již od spodu rozvětvená do přímých větví. Dosahuje výšky do 15 cm a obrůstá poněkud tlustými vstřícnými listy. Spodní mají krátké řapíky a jsou široce vejčité až trojboké, celokrajné a hluboce zoubkované. Horní jsou stejného tvaru, téměř přisedlé, celistvé nebo dlanitě členěné a postupně přecházejí do listenů. Barva listů je na svrchní straně tmavozelená, na spodní nafialovělá neb hnědočerná, jsou dlouhé asi 5 mm a široké 10 mm. Spodní listeny mají po každé straně 3 zuby, hořejší jsou celokrajné a úzce kopinaté.
Drobné čtyřčetné květy, mající v průměru jen 3 až 5 mm, vyrůstají na dlouhých přímých stopkách (delších než kalich) z úžlabí listenů a vytvářejí řídký hrozen, který se při zrání plodů prodlužuje. Kalich, na bázi krátce srostlý, má podlouhle vejčité lístky tupě zakončené. Koruna má lístky sytě modré barvy s tmavším žilkováním, podlouhlého až vejčitého tvaru. Je to jedna z nejdříve vykvétajících rostlin, kvete od března do poloviny května. Velmi brzy po dozrání semen, do konce června, usychá.
Plody jsou tobolky vyrůstající na vztyčených, poměrně dlouhých stopkách. Jsou široce eliptické, na okrajích tupě kýlnaté a vespod nafouklé. Semena jsou miskovitě vydutá.

## Ohrožení
Ohrožení rozrazilu časného v podmínkách ČR je dáno hlavně používáním herbicidů na obdělávaných polích a nedostatkem vhodných biotopů, kde by mohl vzhledem ke své nízké konkurenceschopností vyrůstat. V "Černém a červeném seznamu cévnatých rostlin" z roku 2000 vydaném Agenturou ochrany přírody a krajiny ČR je ohodnocen jako silně ohrožený druh (C2).